# Charles Stuart Burnett
Pour les articles homonymes, voir Stuart et Burnett.
Charles Stuart Burnett, né le 3 avril 1882 à Browns Valley dans le Minnesota aux États-Unis et mort le 9 avril 1945 à Halton dans le Buckinghamshire au Royaume-Uni, est un officier de la Royal Air Force pendant la première moitié du XXe siècle. Il est Air Officer Commanding du RAF Iraq Command au début des années 1930. Pendant la Seconde Guerre mondiale, il sert comme chef d'état-major de la Force aérienne royale australienne.

## Biographie

### Jeunesse
Charles Burnett naît le 3 avril 1882 à Browns Valley dans le Minnesota aux États-Unis. Il est le deuxième fils de John Alexander Burnett et de Charlotte Susan Burnett. John Burnett est originaire du village écossais de Kemnay dans l'Aberdeenshire.
Il fait ses études à la Bedford School en Angleterre. Son frère cadet Robert Burnett, sera plus tard fait chevalier et élevé au rang d'admiral.

### Début de carrière
En 1899, Charles Burnett s'engage comme simple soldat dans l'Imperial Yeomanry pour participer à la Seconde Guerre des Boers. Il prétend avoir 18 ans alors qu'il n'en avait en fait que 17. Il est libéré en 1901 afin de pouvoir prendre une commission et est nommé second lieutenant dans le Highland Light Infantry en octobre 1901. Il est ensuite rattaché à l'Imperial Yeomanry,, où il occupe temporairement le grade de lieutenant dans le 38e bataillon du 26 avril 1902 au 7 février 1903. Il quitte l'Afrique du Sud pour rentrer chez lui à bord du SS Avondale Castle avec d'autres membres du bataillon à la fin du mois de décembre 1902.
Le 20 août 1904, Charles Burnett est détaché auprès de la West African Frontier Force. Au cours des cinq années suivantes, il participe à des combats dans le nord du Nigeria, contracte la fièvre de l'eau noire, est promu lieutenant et est cité deux fois dans les dépêches,,.
Il démissionne de son poste en septembre 1909 et se lance dans les affaires en tant que copropriétaire d'un magasin en Guinée portugaise,. Il ne connaît pas de succès particulier en tant qu'homme d'affaires et, en 1911, il est employé par le service diplomatique britannique en tant qu'assistant résident à Ilorin, au Nigeria,.

### Première Guerre mondiale
Avec le début des hostilités en 1914, Charles Burnett rejoint l'armée britannique. Après avoir obtenu sa qualification de pilote en novembre 1914, il est nommé lieutenant le 4 décembre 1914. Il épouse Sybil Pack-Beresford six jours seulement avant sa première affectation en tant qu'adjudant d'escadre du Royal Flying Corps, ce qui lui vaut une promotion temporaire au grade de captain,,. En mai 1915, Charles Burnett est affecté en tant que commandant d'escadrille au sein du No. 17 Squadron RAF, où il pilote des BE2c à partir de Gosport, puis d'Égypte. Il devient captain en titre le 1er octobre 1916.
Le 2 avril 1916, Charles Burnett est temporairement promu major et nommé officier commandant du No. 36 Squadron RAF (en), basé à Cramlington. En octobre de la même année, il est envoyé sur le front occidental en tant qu'officier commandant du No. 12 Squadron RAF. Au cours de son affectation en tant qu'officier commandant du No. 12 Squadron RAF, il est à nouveau cité dans les dépêches.
Promu temporairement lieutenant-colonel le 8 octobre 1917, Charles Burnett se voit confier le commandement du No. 5 Wing RAF (en) du Flying Corps, qui opère en Palestine. Après la contribution de son unité militaire à la victoire britannique lors de la bataille de Jérusalem en décembre 1917, Charles Burnett se voit décerner l'Ordre du Service distingué,. Il est également décoré de l'Ordre du Nil, troisième classe, et est fait Commandeur de l'Ordre de l'Empire britannique (CBE) lors des Birthday Honours 1919, en reconnaissance de son service en Égypte pendant la guerre.

### Période d'entre-deux-guerres
À la fin de la guerre, Charles Burnett est transféré dans la toute nouvelle Royal Air Force (RAF) et les quelques années suivantes de sa carrière militaire sont marquées par de nombreux changements de poste. En 1919, il est promu temporairement au rang de brigadier general et nommé (toujours à titre temporaire) General Officer Commanding de la brigade palestinienne de la RAF. Plus tard, la même année, il accepte l'offre d'une commission permanente dans la RAF avec le grade de Wing commander.
En avril 1920, Charles Burnett se voit confier du Mesopotamian Wing de la RAF et lorsque l'escadre a été transformée en groupe, il a travaillé comme officier d'état-major au QG du groupe. De février à octobre 1921, Charles Burnett est supernumerary, d'abord au QG de la zone Moyen-Orient, puis au No. 7 Group RAF (en) où il est envoyé en attendant sa prochaine affectation. C'est à cette époque qu'il est promu group captain, bien qu'il soit resté sur la liste des personnes qui ne perçoivent qu'une demi-paye pendant une partie de la période.
Charles Burnett prend le commandement du No. 29 Group RAF (en) en octobre 1921, mais cette nomination est de courte durée. En avril 1922, il est affecté au poste de commandant de station de la RAF Leuchars, qui est à l'époque une base d'entraînement. Une fois de plus, Charles Burnett ne reste pas longtemps en poste. En décembre 1922, il est à nouveau supernumerary, cette fois au RAF Depot. De 1923 à début 1927, Charles Burnett occupe le poste de Deputy Director of Operations and Intelligence au ministère de l'Air,,. Il est fait Compagnon du Bain (CB) dans les honneurs du Nouvel An 1927. Charles Burnett est ensuite affecté au poste de commandant du Central Flying School, où il reste en poste jusqu'en janvier 1929.
Venant d'être promu air commodore, Charles Burnett retourne ensuite en Irak en tant que Senior Air Staff Officer au RAF Iraq Command, où il reste en poste pendant deux ans. Au début de l'année 1931, il retourne au Royaume-Uni et est nommé à la double casquette de Deputy Chief of the Air Staff et de directeur des opérations et du renseignement. Charles Burnett est promu air vice-marshal en juillet suivant et reste en poste pendant un peu moins d'un an et demi,,.
En novembre 1932, Charles Burnett retourne une nouvelle fois en Irak, cette fois en tant qu'Air officer commanding de l'Iraq Command, ce qui lui confère la responsabilité de toutes les forces britanniques en Irak. Au cours de son mandat, il participe à la répression de plusieurs incursions tribales près du Koweït et est blessé lors de l'une d'entre elles.
Charles Burnett rentre en Grande-Bretagne au début de l'année 1935 pour prendre le commandement de l'Inland Area de la RAF. Au début de l'année 1936, alors que Charles Burnett est Air Officer Commanding Inland Area, il est promu air marshal et fait Chevalier commandeur de l'Ordre du Bain (KCB) dans la liste des honneurs du Nouvel An. Plus tard dans l'année, la structure de commandement de la RAF fait l'objet d'une réorganisation majeure. L'un des changements est la redésignation de l'Inland Area en Training Command et Charles Burnett devient le premier Air Officer Commanding-in-Chief du commandement. Les trois années suivantes sont très exigeantes pour Charles Burnett et son commandement ; alors que la menace de la Luftwaffe allemande s'accroît, le Training Command joue un rôle clé dans l'expansion de la RAF,.
En juillet 1939, juste avant le début de la Seconde Guerre mondiale, il est nommé inspecteur général supplémentaire de la RAF et, en août, il est membre de la mission militaire britannique en Union soviétique.

### Seconde Guerre mondiale

#### Chef d'état-major de la Force aérienne
Charles Burnett continue à exercer ses fonctions d'inspecteur général de la RAF jusqu'en 1940, date à laquelle il est nommé Chef d'état-major de la Force aérienne de la Force aérienne royale australienne. Sa nomination au poste le plus élevé de la RAAF ne se fait pas sans controverse. Outre le fait qu'il doit prendre sa retraite en 1940 et que sa santé n'est pas au mieux, le choix d'un officier britannique au détriment d'un officier australien suscite un vif ressentiment dans de nombreux secteurs de la RAAF. Le premier ministre australien, Robert Menzies, décide qu'un officier britannique doit diriger la RAAF, estimant que les officiers australiens n'ont pas l'expérience nécessaire,. Après des discussions entre les gouvernements britannique et australien, Charles Burnett est sélectionné et promu par intérim au grade d'Air chief marshal, grade qu'il conserve par la suite.
La question épineuse du rôle de l'Australie dans le Plan d'entraînement aérien du Commonwealth britannique (EATS) avait conduit à la démission de l'Air Vice-Marshal Stanley Goble, le précédent chef d'état-major de la RAAF. Contrairement à Stanley Goble et à plusieurs autres commandants de la RAAF, Charles Burnett estime que sa tâche la plus importante est de mettre pleinement en œuvre l'EATS et d'accroître ainsi la capacité de l'Australie à fournir des équipages à la RAF. Sous la direction de Charles Burnett, la RAAF passe d'un effectif de 3 489 hommes juste avant le déclenchement de la guerre à 79 074 en mai 1942. Sur les quelque 80 000 hommes que compte la RAAF au moment du remplacement de Charles Burnett, 42 % sont des membres de l'EATS.
Il s'efforce également d'augmenter le nombre d'avions de la RAAF, bien qu'à cet égard il n'a pas autant de succès qu'avec l'augmentation du nombre d'équipages. Sous Charles Burnett, les unités de la RAAF sont placées dans des positions avancées et la priorité est donnée à la protection aérienne des voies maritimes australiennes. Il joue également un rôle clé dans la création de la Women's Auxiliary Australian Air Force (WAAAF) et des services de santé de la RAAF, ces derniers ayant été fournis par l'Australian Army. Il entretient des relations difficiles avec le ministre de l'Air, John McEwen, avec lequel il s'oppose fréquemment sur des questions de dépenses. John McEwen a rappelé dans ses mémoires que « Burnett voulait dépenser des sommes d'argent apparemment sans se soucier de leur provenance, alors que j'étais celui qui devait accepter la responsabilité de toutes les dépenses ».

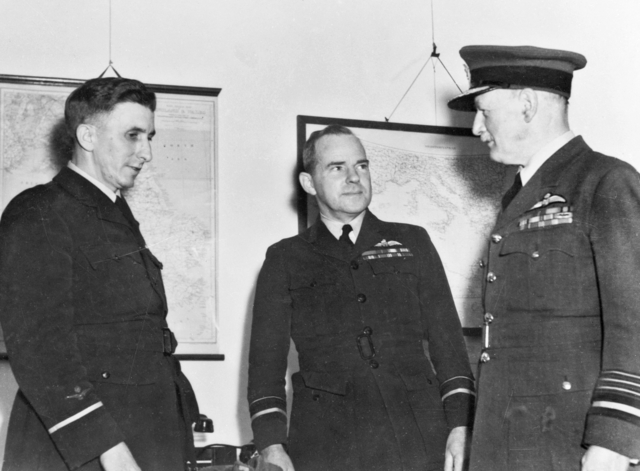
Burnett (à droite) avec son remplaçant au CAS de la RAAF, l'AVM George Jones (à gauche), et l'AVM William Bostock (au centre), mai 1942.

Charles Burnett a également des relations de travail tendues avec Arthur Drakeford (en), qui succède à McEwen en tant que ministre de l'air en octobre 1941 après la chute du gouvernement Fadden. Charles Burnett et Arthur Drakeford s'opposent fréquemment et lorsqu'au début de l'année 1942, Charles Burnett propose des changements organisationnels radicaux, y compris l'abolition de l'Australian Air Board, un point de rupture est atteint. Il est également largement avancé que l'accent mis par Charles Burnett sur le théâtre européen a  pour conséquence que la RAAF ne dispose pas d'une force défensive suffisante et, en 1942, la menace d'une invasion par le Japon s'accroît. Charles Burnett est remplacé en mai 1942 par un officier australien, l'Air Vice Marshal George Jones, qui accède au poste malgré les pressions exercées par Charles Burnett pour que son adjoint, l'Air Vice Marshal William Bostock, prenne la relève,,.

#### Retour au Royaume-Uni et mort
Charles Burnett prend sa retraite de la RAF peu après son retour en Grande-Bretagne, mais en 1943, il travaillé à plein temps dans l'organisation des cadets de la RAF, l'Air Training Corps, en tant que commandant du Central Command de l'ATC. À ce titre, il est responsable des escadrons de l'ATC dans le Hertfordshire, le Middlesex, le Buckinghamshire, l'Oxfordshire, le Berkshire et le Bedfordshire,. En 1945, Charles Burnett reste commandant, mais sa santé décline et, le 9 avril 1945, il meurt d'une thrombose coronarienne à l'hôpital Princess Mary de la RAF Halton. Charles Burnett laisse dans le deuil sa femme et ses quatre filles.